# Achmat Kadyrov
Achmat-Haji Abdulchamidowitsj Kadyrov (Russisch: Ахмат-Хаджи Абдулхамидович Кадыров) (Karaganda (Kazachstan), 23 augustus 1951 – Grozny, 9 mei 2004) was de president van Tsjetsjenië.
Hij werd op 5 oktober 2003 gekozen voor een termijn van 4 jaar. Als president was hij naar voren geschoven door de Russen, die hem zagen als aanvaardbare compromisfiguur.
Op 9 mei 2004 werd hij vermoord in het stadion van Grozny door een landmijn onder de vip-tribune tijdens een militaire parade ter ere van de Dag van de Overwinning.
Hij is de vader van Ramzan Kadyrov die een van de grootste moskees van Europa liet bouwen en vernoemde naar zijn vader, de Achmat Kadyrov-moskee.
Achmat Kadyrov · Aloe Alchanov · Ramzan Kadyrov
1. ↑  https://www.hs.fi/ulkomaat/art-2000005005714.html; geraadpleegd op: 10 april 2022.